# Frost Medal
Die Frost Medal ist ein Literaturpreis der Poetry Society of America für das Lebenswerk eines Dichters und seine Verdienste um die US-amerikanische Lyrik.
Die Medaille wurde erstmals 1930 verliehen und in den folgenden 53 Jahren nur in unregelmäßigen Abständen. Seit 1984 wird die Frost Medal jährlich vergeben. Sie ist mit $2500 dotiert.

## Preisträger

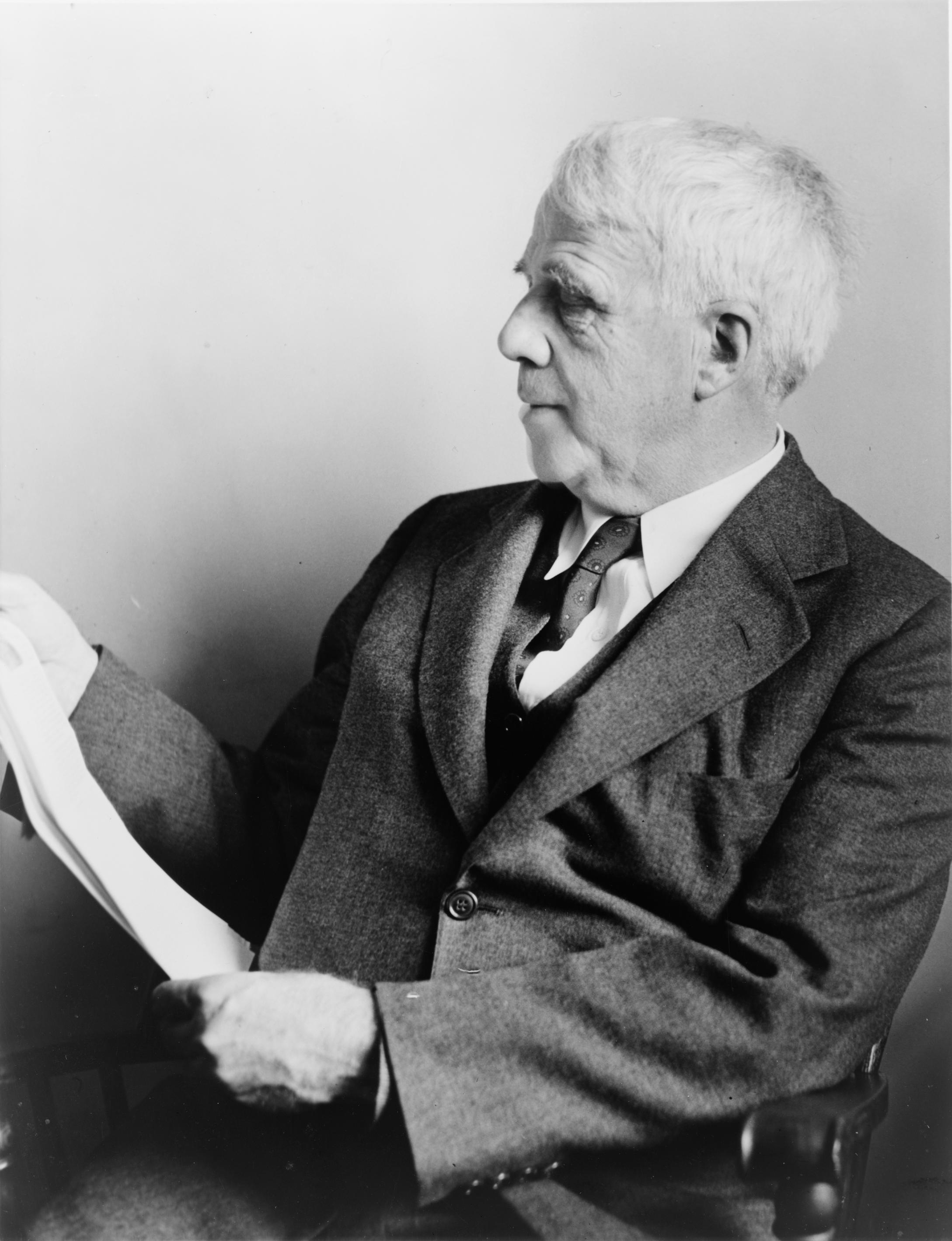
Robert Frost

- 1930: Jessie Rittenhouse, Bliss Carmen (postum), George Edward Woodberry (postum)
- 1941: Robert Frost
- 1942: Edgar Lee Masters
- 1943: Edna St. Vincent Millay
- 1947: Gustav Davidson
- 1951: Wallace Stevens
- 1952: Carl Sandburg
- 1955: Leona Speyer
- 1967: Marianne Moore
- 1971: Melville Cane
- 1974: John Hall Wheelock
- 1976: Aloysius Michael Sullivan
- 1984: Jack Stadler
- 1985: Robert Penn Warren
- 1986: Allen Ginsberg, Richard Eberhart
- 1987: Robert Creeley, Sterling Allen Brown
- 1988: Carolyn Kizer
- 1989: Gwendolyn Brooks
- 1990: Denise Levertov, James Laughlin
- 1991: Donald Hall
- 1992: Adrienne Rich, David Ignatow
- 1993: William Stafford
- 1994: A. R. Ammons
- 1995: John Ashbery
- 1996: Richard Wilbur
- 1997: Josephine Jacobsen
- 1998: Stanley Kunitz
- 1999: Barbara Guest
- 2000: Anthony Hecht
- 2001: Sonia Sanchez
- 2002: Galway Kinnell
- 2003: Lawrence Ferlinghetti
- 2004: Richard Howard
- 2005: Marie Ponsot
- 2006: Maxine Kumin
- 2007: John Hollander
- 2008: Michael S. Harper
- 2009: X. J. Kennedy
- 2010: Lucille Clifton
- 2011: Charles Simic
- 2012: Marilyn Nelson
- 2013: Robert Bly
- 2014: Gerald Stern
- 2015: Kamau Brathwaite
- 2016: Grace Schulman
- 2017: Susan Howe
- 2018: Ron Padgett
- 2019: Eleanor Wilner
- 2020: Toi Derricotte
- 2021: N. Scott Momaday
- 2022: Sharon Olds
- 2023: Juan Felipe Herrera